# Paradigma (band)
Paradigma este o formație rock din România, înființată în primavara anului 2004 de vocalistul și chitaristul Dorin Dancu. Trupa e formată din patru membri, originari din centrul Transilvaniei: Dorin Dancu (voce, chitară), Andrei Oltean (clape), Nick Muntean (chitară bas, voce), Cosmin Simu (baterie).

## Istorie

### Începuturi: 2004–2006
Istoria trupei a început în primavara anului 2004, atunci când Dorin Dancu, actualul vocalist și chitarist al trupei, din dorința de a-și exprima într-un mod cât mai artistic trăirile și convingerile despre viață și muzică, se mutase înapoi în orașul natal pentru a relua visul unei trupe rock. Acesta l-a cooptat  ca toboșar pe Sergiu Dicoi, pe atunci un puști de numai 16 ani, ca basist pe Nick Muntean, iar la clape – Andrei Oltean, un pianist talentat din Sibiu. În 2004, Paradigma obține premiul pentru cel mai bun debut în cadrul festivalului Quo Vadis (Arad). În 2005 trupa înregistrează un demo care include 5 piese.

### 2007–2009

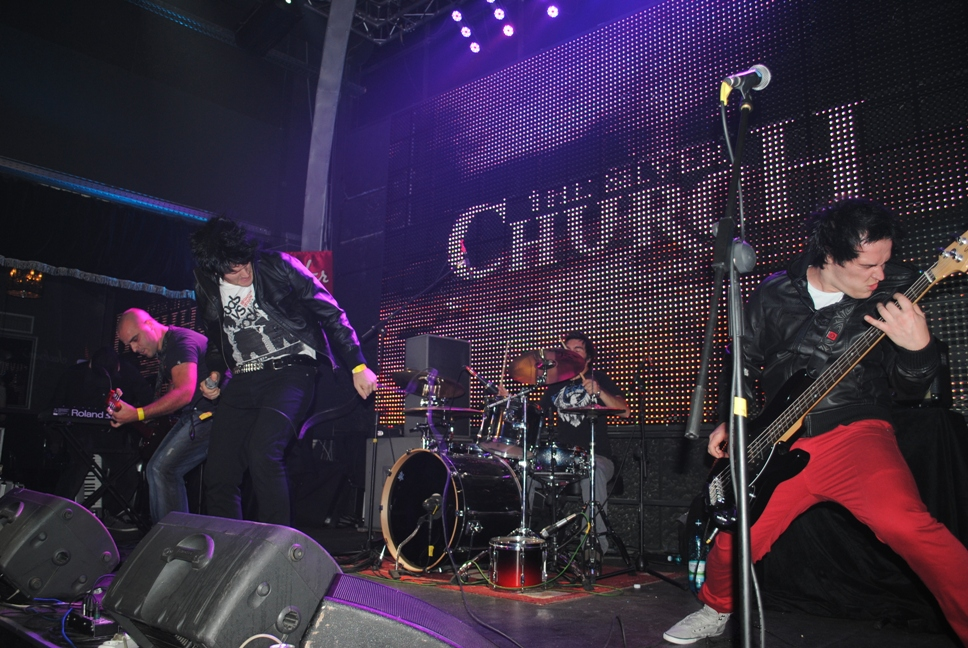
Paradigma live in Silver Church, Bucuresti, octombrie 2009

În perioada 2007 - 2009, deși nepromovată în mass-media, trupa susține concerte în marile orașe din țară și nu numai: București, Timișoara, Cluj-Napoca, Brașov, Oradea, Tîrgu Mureș, Sibiu, Arad, Drobeta-Turnu Severin, Alba Iulia, Hunedoara, Blaj, Cugir, Casteldefells (Spania), Baja (Ungaria), Banja Luka (Bosnia și Herțegovina) și în 2011 la Bruxelles (Belgia). Participă la festivaluri muzicale ca Aici Severin, Drumfest, Periam, Rock out Loud, Memoriam Fest. În 2007 trupa a ocupat locul 3 în cadrul concursului „Battle of the Songs”, organizat de Star Management, iar în 2008 a ocupat locul 2 la festivalul de muzică “Aici Severin”.
În 2009 Paradigma se califică în finalele concursurilor 'Maximum Rock - Suport pentru underground 2009' și 'Global Battle of the Bands Romania 2009'. La 26 octombrie obținea titlul 'Cea mai bună trupă Rock' în cadrul concursului 'Global Battle of the Bands Romania 2009' și era desemnată 'Artist of the Week' (trupa săptămânii) pe site-ul www.gbob.com.

### 2010-prezent
În vara anului 2010 are loc imprimarea primului album "Stai aproape" a cărui lansare a avut loc în mai 2011.
În 2010 trupa a câștigat concursul „Battle Of The Songs 2010” cu piesa Follow Me. ediția din 2010 a concursului „Global Battle of the Bands”, de la București, iar ulterior și festivalul concurs PROMS OF DELIGHT MUSIC FEST sub egida Jeunesses Musicales International, ca mai apoi Paradigma să reprezinte România în cadrul concursului „Proms of Delight” la Bruxelles (BE) în iulie 2011.

## Stil
Paradigma este o formație deosebită pe scena românească pentru riffurile de chitară și apariția sa scenică.
Trupa încearcă să redea un mesaj care dorește să deschidă o fereastră spre o lume modernă, spre valorile umane pozitive.
Versurile formației pot fi considerate autobiografice, deoarece se inspiră din experiențele personale ale artiștilor.

## Membrii Paradigma
Membri actuali
- Dorin Dancu (voce, chitară)
- Andrei Oltean (clape)
- Nick Muntean (chitară bas, voce)
- Cosmin Simu (tobe)

Foști membri
- Oli Decean (chitară)
- Eduard Schuster (bass)
- Sergiu Dicoi (tobe)

## Discografie
Albume de studio
- „Stai aproape” (2011)[12][13]